# Pseudocercopis
Pseudocercopis is een geslacht van halfvleugeligen uit de familie schuimcicaden (Cercopidae). De wetenschappelijke naam van dit geslacht is voor het eerst geldig gepubliceerd in 1920 door Schmidt.

## Soorten
Het geslacht Pseudocercopis omvat de volgende soorten:
- Pseudocercopis concolor Lallemand & Synave, 1955
- Pseudocercopis longirostris Schmidt, 1920